# Conte di Lonsdale
Conte di Lonsdale è un titolo nobiliare inglese nella Parìa del Regno Unito.

## Storia
La famiglia discende da Sir Richard Lowther (1532–1607), di Lowther Hall, Westmorland, che prestò servizio come Lord Warden of the Marches.

### La prima creazione

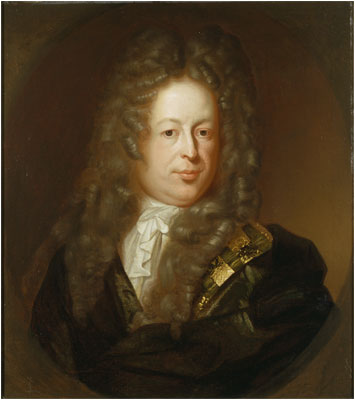
John Lowther, I visconte Lonsdale

Un pronipote di sir Richard, John Lowther, venne creato baronetto, di Lowther nella contea di Westmorland, nel Baronettaggio della Nuova Scozia nel 1638 circa. Questi venne succeduto da suo nipote, il II baronetto (figlio di John Lowther, figlio primogenito del I baronetto). Questi fu un politico influente ed ebbe molti incarichi durante il regno di Guglielmo III. Nel 1696 venne elevato nella Paria d'Inghilterra come Barone Lowther e Visconte Lonsdale. Suo figlio primogenito, il II visconte, morì senza essersi mai sposato in giovane età e venne succeduto dal fratello minore, il III visconte. Alla sua morte nel 1751 la baronia e la vicecontea si estinsero.
Venne invece succeduto al titolo di baronetto dal cugino di secondo grado, James Lowther, il V baronetto. Questi era figlio di Robert Lowther, figlio di Richard Lowther, figlio secondogenito del I baronett. Lowther fu membro del parlamento per oltre vent'anni e fu Lord Luogotenente del Westmorland e del Cumberland. Questi ereditò non solo le proprietà dei Lowther nel Westmorland, ma anche la residenza di Whitehaven che era appartenuta a Sir James Lowther. Nel 1784 venne elevato alla Parìa di Gran Bretagna come Barone Lowther, di Lowther nella Contea di Westmorland, Barone della Baronia di Kendal nella Contea di Westmorland e Barone della Baronia di Burgh nella Contea di Cumberland, Visconte Lonsdale, Visconte Lowther e Conte di Lonsdale, con possibilità di trasmissione agli eredi maschi. Il conte morì senza eredi ed i titoli si estinsero. Nel 1797 venne creato Barone Lowther, di Whitehaven nella Contea di Cumberland, e Visconte Lowther, di Whitehaven nella Contea di Cumberland, con possibilità di concessione al suo cugino di terzo grado, il reverendo Sir William Lowther, I baronetto di Little Preston. Questi titoli vennero inscritti anche nella parìa di Gran Bretagna. Alla morte di Lord Lonsdale nel 1802, il titolo di baronetto e le parie del 1784 si estinsero.
Venne succeduto nella baronia e nella viscontea del 1797 dal suo cugino di terzo grado, Sir William Lowther, II baronetto di Little Preston. Questi era il figlio primogenito del già menzionato reverendo sir William Lowther, I baronetto di Little Preston, pronipote di sir William Lowther, fratello di sir John Lowther, I baronetto di Lowther (vedi Baronetti Lowther).

## La seconda creazione
Nel 1807 la contea di Lonsdale venne ripristinata e quest'ultimo venne creato Conte di Lonsdale, nella Contea di Westmorland, nella Parìa del Regno Unito. Nel contempo egli venne creato cavaliere dell'Ordine della Giarrettiera. Venne succeduto da suo figlio, il II conte, il quale fu un noto politico Tory e fu Postmaster General e Lord President of the Council. Nel 1841 venne chiamato alla camera dei lords con un writ of acceleration in merito al titolo minore di suo padre, quello di Barone Lowther. Morì senza eredi ed i suoi titoli passarono a suo nipote, il III conte, figlio primogenito di Henry Lowther, figlio secondogenito del I conte. Questi rappresentò la costituente di West Cumberland alla camera dei comuni e fu Lord Luogotenente di Westmorland e Cumberland. Il figlio primogenito, il IV conte, morì senza eredi maschi in giovane età e venne pertanto succeduto da suo fratello minore, il V conte, il quale divenne noto come "il più grande gentiluomo sportivo inglese". Venne succeduto da suo fratello minore, il VI conte. Attualmente i titoli sono nelle mani del nipote di quest'ultimo, l'VIII conte, che succedette a suo padre nel 2006.
La sede di famiglia è il Castello di Lowther in Cumbria. Ad ogni modo, il VII conte visse presso Askham Hall e l'attuale conte vive presso Thrimby ad alcuni chilometri dal castello. Il luogo di sepoltura tradizionale dei conti di Lonsdale è il Lowther Mausoleum nella chiesa di St Michael, a Lowther, in Cumbria.

## Baronetti Lowther, di Lowther (c. 1638)
- Sir John Lowther, I baronetto (1605–1675)
  - John Lowther (1628–1668)
- Sir John Lowther, II baronetto (1655–1700) (creato Visconte Lonsdale nel 1696)

## Visconti Lonsdale (1696)
- John Lowther, I visconte Lonsdale (1655–1700)
- Richard Lowther, II visconte Lonsdale (1692–1713)
- Henry Lowther, III visconte Lonsdale (1694–1751)

## Baronetti Lowther, di Lowther (c. 1638; ricreato)
- Sir James Lowther, V baronetto (1736–1802) (creato Conte di Lonsdale nel 1784 e Visconte Lowther nel 1797)

## Conti di Lonsdale; I creazione (1784)
- James Lowther, I conte di Lonsdale (1736–1802)

## Visconti Lowther (1797)
- James Lowther, I conte di Lonsdale, I visconte Lowther (1736–1802)
- William Lowther, II visconte Lowther (1757–1844) (creato Conte di Lonsdale nel 1807)

## Conti di Lonsdale; II creazione (1807)
- William Lowther, I conte di Lonsdale (1757–1844)
- William Lowther, II conte di Lonsdale (1787–1872)
- Henry Lowther, III conte di Lonsdale (1818–1876)
- St George Henry Lowther, IV conte di Lonsdale (1855–1882)
- Hugh Cecil Lowther, V conte di Lonsdale (1857–1944)
- Lancelot Edward Lowther, VI conte di Lonsdale (1867–1953)
  - Anthony Edward Lowther, visconte Lowther (1896–1949)
- James Hugh William Lowther, VII conte di Lonsdale (1922–2006)
- Hugh Clayton Lowther, VIII conte di Lonsdale (1949–2021)

L'erede presunto è il fratellastro dell'attuale detentore del titolo, William James Lowther (n. 1957)